# 北京市交通
北京是中国大陆最重要的交通枢纽。北京在航空、铁路和公路领域均是中国大陆重要的交通枢纽：北京大兴国际机场是中国最大的机场，与北京首都国际机场一同承担北京航空枢纽的职责；北京铁路枢纽是全国最大的枢纽；多条中国国道和高速公路由北京放射状发出。但是在市内交通方面，由于北京人口日益增长，机动车保有量大幅增加，加上道路系统本身存在问题，道路交通拥堵非常严重。北京市政府实行了一系列机动车限制措施，并在公交车和地铁中实施低票价政策，以期缓解交通拥堵。

## 国际及省际交通

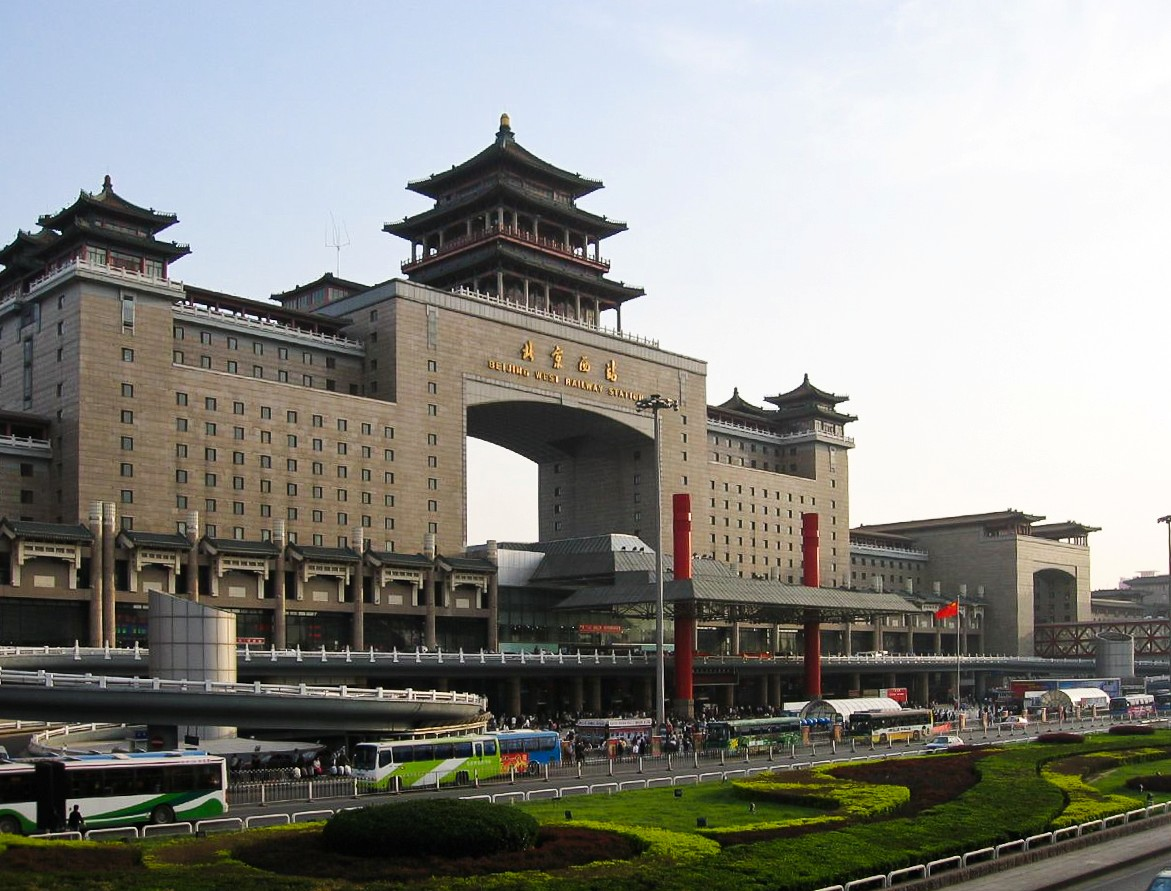
北京西站

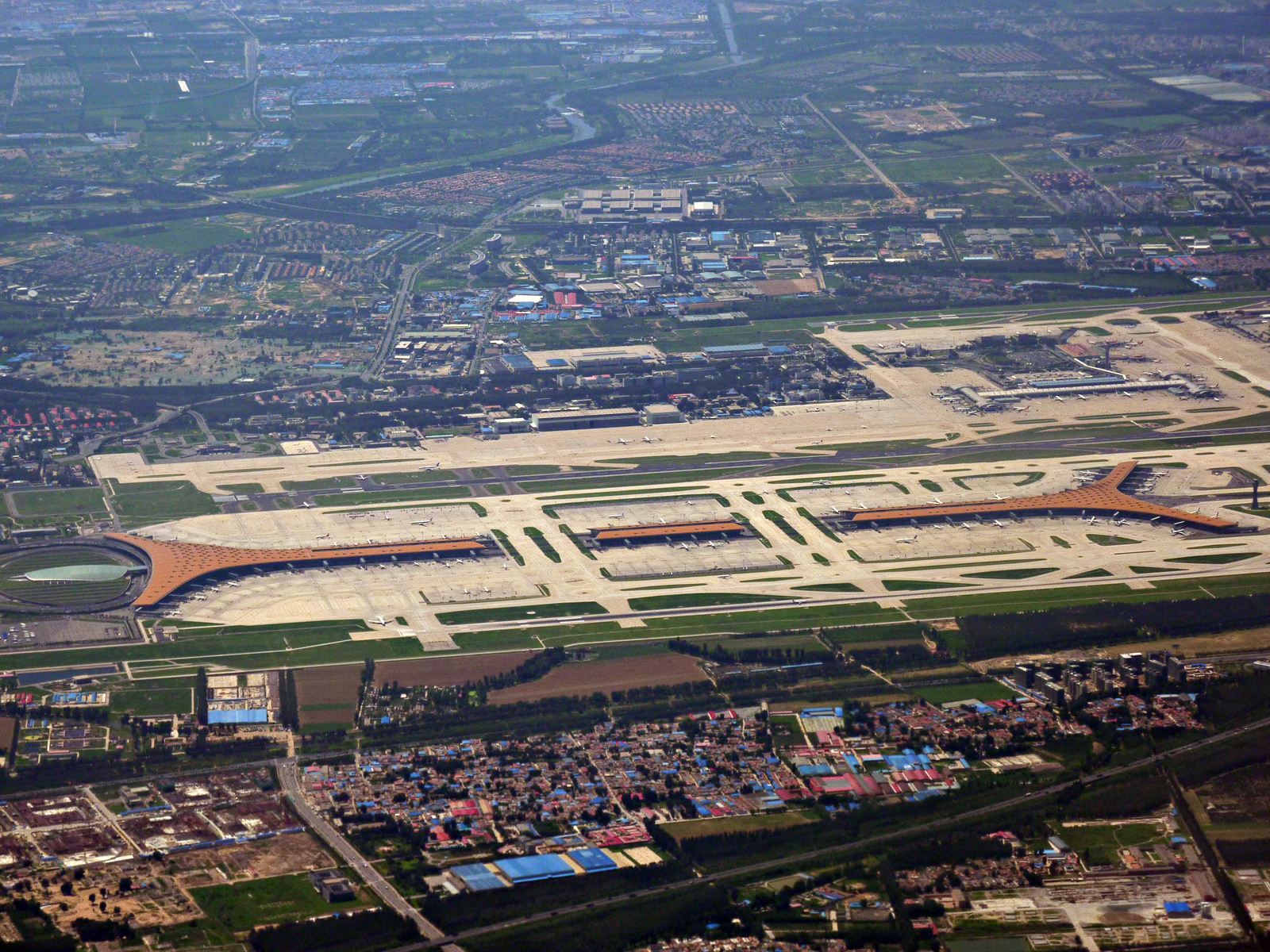
北京首都国际机场

### 铁路
北京是中国铁路网的中心，主要干线铁路有北京到香港的京九铁路，北京到上海的京沪铁路，北京到广州的京广铁路，北京到哈尔滨的京哈铁路，北京到包头的京包铁路，北京到原平的京原铁路，北京到通辽的京通铁路，北京到承德的京承铁路，北京到张家口的丰沙铁路。大同到秦皇岛的大秦铁路也途经北京。北京还有京门铁路、双沙铁路、丰双铁路、西北环铁路、房山铁路、黄良铁路、良陈铁路、周口店铁路等众多支线铁路。北京最近几年还新建了北京到天津的京津城际铁路、北京到上海的京沪高铁、北京到广州的京广高铁、北京到雄安新区的京雄城际铁路、北京到张家口的京张城际铁路、北京到沈阳的京沈高铁等高速铁路、北京到唐山的京唐城际铁路，以及连接北京站和北京西站的北京地下直径线铁路，目前在建的高速铁路中，起点在北京的还有北京到天津滨海新区的京滨城际铁路，其中北京段与京唐城际铁路共线，已经建成。

#### 车站
北京主要的铁路客运车站为北京站（位于东便门）、北京西站（位于莲花池）、北京南站（位于陶然亭南）、北京北站（位于西直门）、北京丰台站、北京朝阳站。此外，还有清河站、北京东站（位于百子湾）等辅助客运车站。

### 航空
北京主要的民用机场是1958年通航的北京首都国际机场和2019年通航的北京大兴国际机场。北京南苑机场在大兴机场通航前曾是中国联合航空用作基地的军民两用机场，在大兴机场通航后已关闭。

### 公路

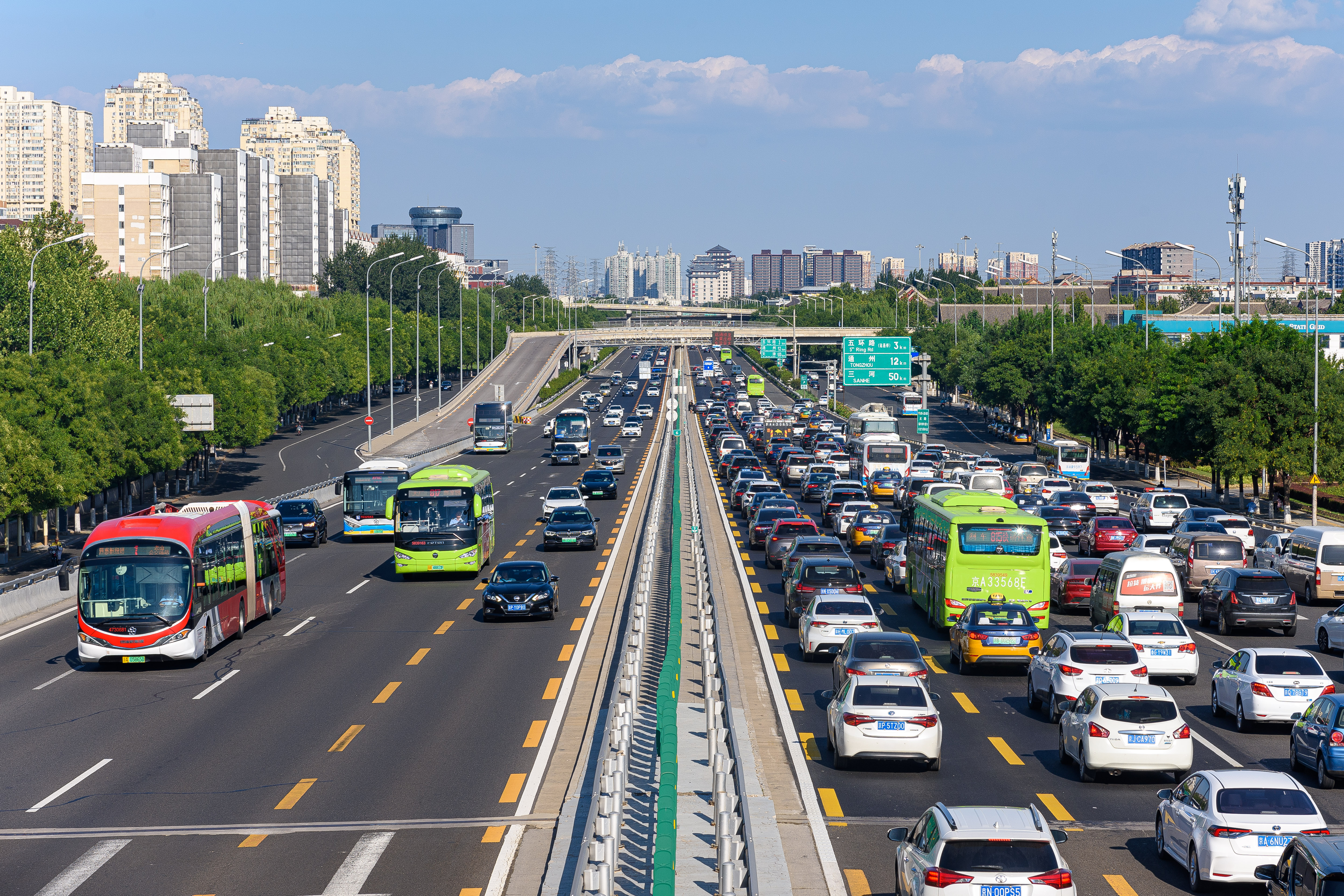
从四惠交通枢纽天桥向东拍摄的京通快速路，可见下午通州方向的车流量远大于北京市区方向

#### 高速公路
北京的高速公路多数以北京为中心向四周辐射，同时 五环路和 北京绕城高速公路（六环路）也是高速公路。北京市部分高速公路已經納入「中国国家高速公路网」（即7918網）佈局中。
北京市轄區全线或部分通车的高速公路：
- 国家高速公路
  -  北京－哈爾濱高速公路（京瀋高速）：北京－北戴河－沈阳－長春－哈爾濱
  -  北京－秦皇岛高速公路：北京－秦皇岛，市区段计划2025年9月开工建设，2028年底建成通车[3][4][5]。
  -  北京－上海高速公路（京津塘高速）：北京－天津－塘沽、上海
  -  北京－台北高速公路京津段（京津三通道）
  -  北京－港澳高速公路（京石高速）：北京－石家庄－鄭州－武漢－長沙－廣州－香港、澳門
  -  北京－武汉高速公路（京雄高速）：北京－雄安新区－巨鹿－郑州－尉氏－汝南－正阳－武汉
  -  北京－昆明高速公路京石段（京石二通道），未建设路段已纳入到108国道新线高速公路工程中。
  -  北京－拉薩高速公路（八達嶺高速、京張高速）：北京－張家口－呼和浩特－銀川－蘭州－西寧－拉薩
  -  北京－烏魯木齊高速公路：北京－張家口－包頭－烏魯木齊，部分仍在规划中。
  -  大慶－廣州高速公路（京承高速、京開高速）：大慶－承德－北京－開封－廣州
  -  北京绕城高速公路（六环路）
  -  首都地区环线高速公路（密涿高速、承平高速）：张家口－承德－平谷－涿州－张家口，承平段建设中。
- 省级高速公路
  -  京承高速公路：北京－承德
  -  机场高速公路：市区－北京首都国际机场
  -  首都机场北线高速：北七家桥－北京首都国际机场
  -  京密高速公路：市区－怀柔－密云，机场南线以南段和怀柔城区段已建成。
  -  京通通燕联络线高速公路：连接 京通快速公路和 通燕高速公路
  -  北京五环路
  -  首都机场第二高速：市区－北京首都国际机场
  -  京昆联络线：连接 五环路和 京昆高速公路
  -  密涿高速公路：密云－涿州；南段（通州大兴段，属于 首都环线高速的一部分）已建成，北段（密云平谷段）大部分规划中（京平高速以南段建设中）。
  -  怀雁路（会都快速路/雁栖湖联络线）：怀柔－雁栖镇
- 国道沿线技术等级为高速公路的路段
  -  通燕高速公路（曾称京哈高速公路）：通州－燕郊。
  -  京通快速公路：市区－通州
  -  京开高速公路：北京－开封
- 京津冀跨省市省级高速公路
  -  京蓟津高速公路（机场南线高速公路、京蓟高速公路、京平高速公路）：北京－平谷－蓟州－天津
  -  大兴机场北线高速：涿州－大兴机场－廊坊
  -  京津高速公路（京津二通道）：北京－天津－塘沽
  -  大兴机场高速：市区－大兴机场
  -  京蔚高速公路（109国道新线高速）：北京－蔚县
  -  京礼高速公路（兴延高速公路、延崇高速公路）：北京－延庆－崇礼

全线在建或规划中的高速公路包括：
- 国家高速公路
  -  京德高速公路（南北航站楼联络线）：连接 大兴机场高速、 大兴机场北线高速和大兴机场南航站楼，并向南延伸至德州，规划中。
- 省级高速公路
  -  昌谷高速公路（北部货运通道）：昌平－平谷，现规划已降级为一级公路。
  -  密采高速公路（东部发展带联络线）：密云－采育，大部分路段规划中。副中心段已降级为城市主干路[6]，建设中。
  -  燕采高速公路（房黄亦联络线）：燕山－采育，规划中。
  -  云采高速公路（东南部过境通道）：霞云岭－采育，现规划已降级为一级公路。
- 国道沿线技术等级为高速公路的路段
  -  108国道新线高速：房山（河北镇）－涞水（三坡镇），连接 京昆高速和 首都环线高速，建设中。
- 京津冀跨省市省级高速公路
  - 涞宝路新线高速公路：房山（大石窝镇）－涞水（三坡镇），连接 京昆高速和 首都环线高速，建设中。
  - 京丰高速公路：北京－丰宁，已列入《北京“23·7”特大暴雨洪涝灾害灾后恢复重建交通专项规划》中的“长远高质量发展”项目[7]，具体走向待进一步确定。

#### 国道
中国国道中“1”字开头的国道以北京为中心向四周辐射，从北京到沈阳的 101国道起顺时针排列，编号递增，直至从北京到漠河的 111国道。此外，还有环北京的从高碑店到高碑店的 112国道。
在《国家公路网规划（2013年－2030年）》中，北京市新增四条国道，分别是 230国道、 234国道、 335国道、 509国道。
这些国道的北京段可能分别以不同的名称和形式出现。例如 101国道和 111国道在市区到顺义并行的路段又称京顺路， 103国道在市区到通州又称为长安街东延长线，而 107国道在六里桥至大瓦窑桥的路段是京港澳高速的辅路， 109国道从市区到石景山的路段又称阜石路，而 110国道从马甸桥到昌平的路段是八达岭高速公路的辅路或称昌平路。

## 市内交通

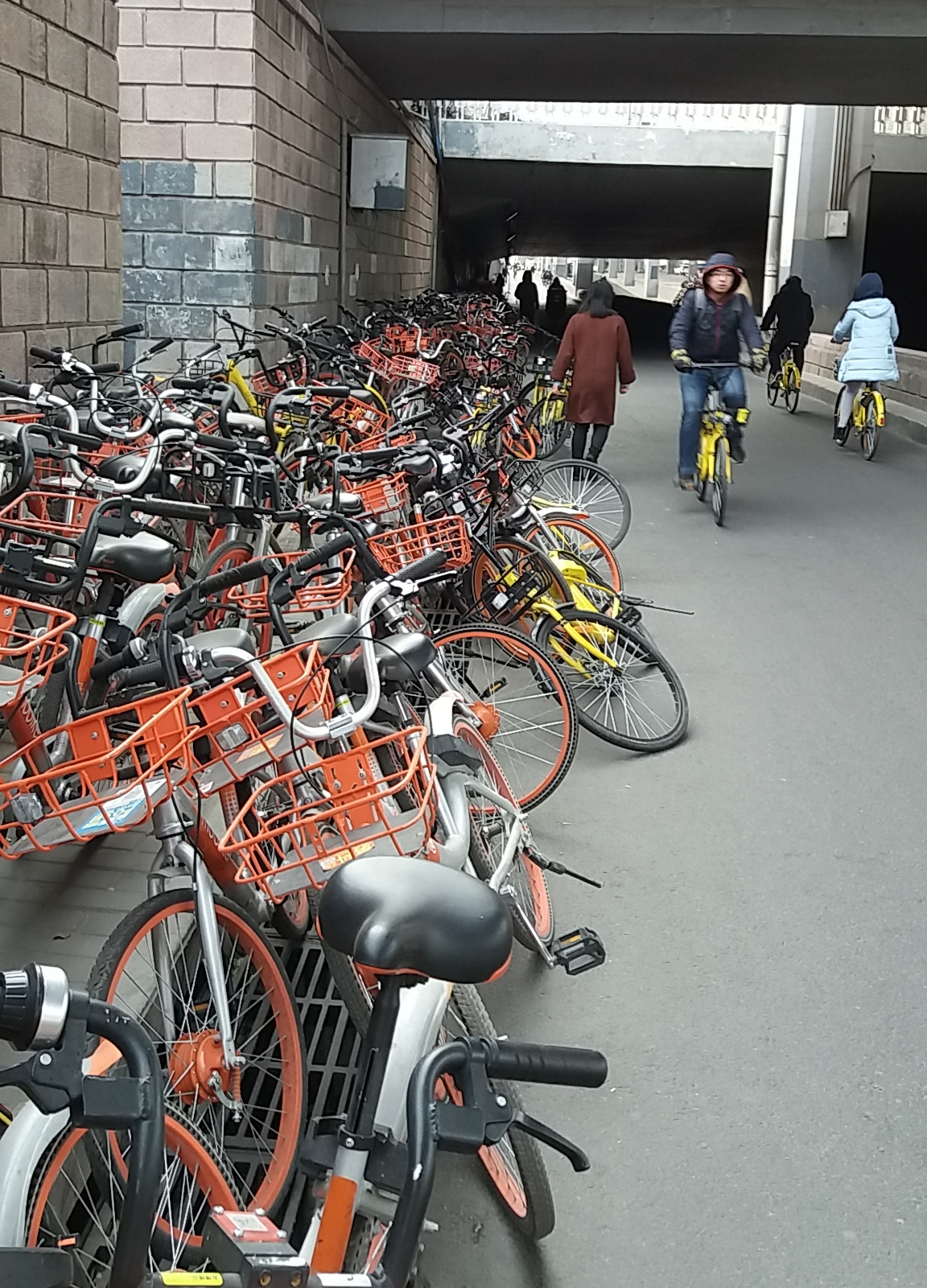
北京百子湾桥铁路桥下堵塞人行道的共享单车

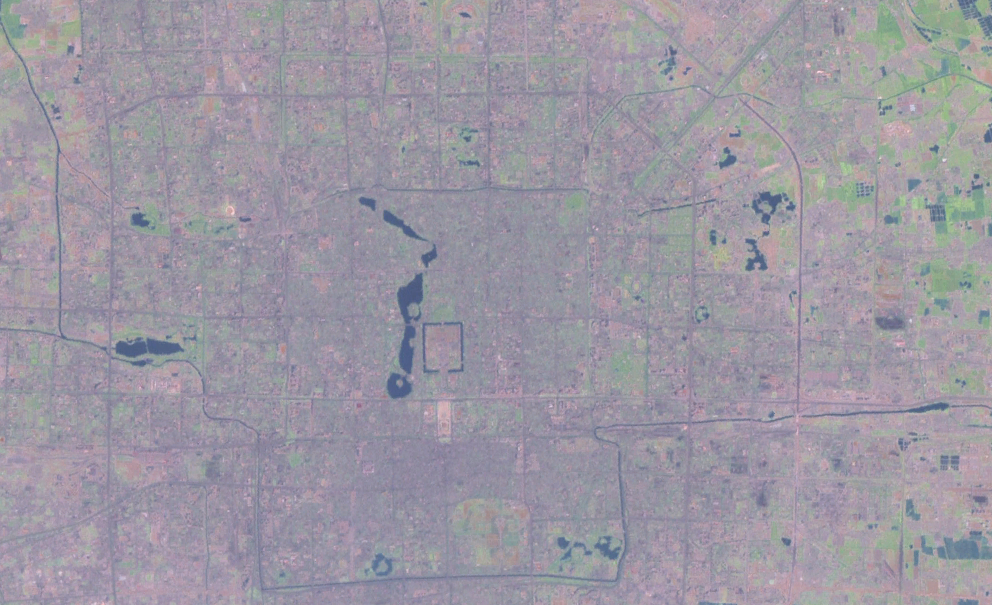
北京市区卫星图像。由圖中可看出北京的道路呈向心狀，此設計雖然方便市郊間的往來，但也是導致北京市堵車的原因之一。

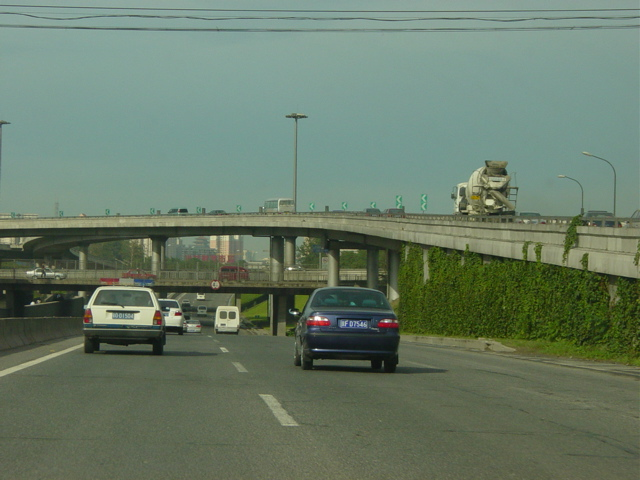
位於岳各莊的四環路與京石高速路的交匯點

### 市内道路
北京老城区（二环以内）的城市道路是棋盘式的格局，横平竖直。 东西方向的道路有长安街（从复兴门到建国门），平安大街（从东四十条豁口到车公庄）、广安大街（从广安门到广渠门）。南北方向的道路有中轴线，以及从玉蜓桥到雍和宫的东线，和开阳桥到积水潭桥的西线。东线路过方庄、红桥、崇文门、东单、东四、北新桥、雍和宫； 西线路过菜市口、宣武门、西单、西四、新街口。 因为天安门广场和紫禁城的原因，北京的中轴线分为北中轴和南中轴，北中轴从地安门向北，经鼓楼、北辰路，达奥体中心； 南中轴从前门向南经天桥、永定门，达三营门。南中轴和104国道重合。
北京外围的城市道路则是环形加放射性的格局。

#### 城市快速路
北京规划建设的城市快速路网由北京有五条环路（二环路、三环路、四环路、五环路和六环路）以及若干城市快速联络线，包括:
已建成有15条联络线
- 京承高速联络线
- 机场高速联络线
- 通惠河北路
- 京哈高速联络线
- 菜户营南路
- 莲石路
- 阜石路
- 万泉河路
- 学院路
- 德胜门外大街
- 广渠路
- 蒲黄榆路-德贤路
- 丰台北路
- 西直门外大街-紫竹院路
- 京密路[註 1]

建设中有4条联络线
- 北清路（友谊路-宏福西路段在建）
- 安立路（双营路-六环路段在建）
- 通马路（京哈高速-京津高速）
- 亮马河北路[註 2]

准备中有1条联络线
- 姚家园路[註 3]-潞苑北大街

规划中有7条联络线
- 京新高速联络线
- 京蔚高速联络线[註 5]
- 京雄高速联络线
- 上庄路-旱河路（六环路-杏石口路）
- 京密引水渠北路[註 6]
- 京良路（东段）
- 博兴西路
- 芦西路
- 顺平路
- 壁富路

#### 交通拥堵
北京的道路系統，基本上是採取輻射狀規劃而成的，此設計雖然方便市郊間的往來，但也導致上下班時，周圍郊區的車流全部往市中心移動，而導致市區的重要幹道，都塞滿了自郊區來通勤的車流。
市政府已经建立许多环路中间的联络线。2004年9月28日 (官方开通日) / 2004年9月30日 (实际开通日)，京承高速公路三四环路联络线出京方向部分开通。

#### 摩托车限行
在四环路范围内的市区区域，京B号牌摩托车禁止驶入。四环路范围以内禁止加油站给京B号牌摩托车加油。此举措意在减少市区内摩托车拥堵情况，然而实施效果并不明显。
2018年7月31日，北京市公安局公安交通管理局发布《再次重申：我市关于摩托车相关行驶规定》：（一）长安街（新兴桥至国贸桥），7时至20时，禁止摩托车通行。（二）二、三、四、五环主路，全天禁止摩托车通行。（三）四环路（不含辅路）以内道路，禁止京B号牌摩托车行驶。（四）外省、区、市核发号牌(含临时号牌)的摩托车，全天禁止进入六环路(不含)以内道路行驶。（五）六环路（含）以内道路禁止正三轮摩托车行驶。其他道路摩托车禁限规定，请以道路具体标志为准。

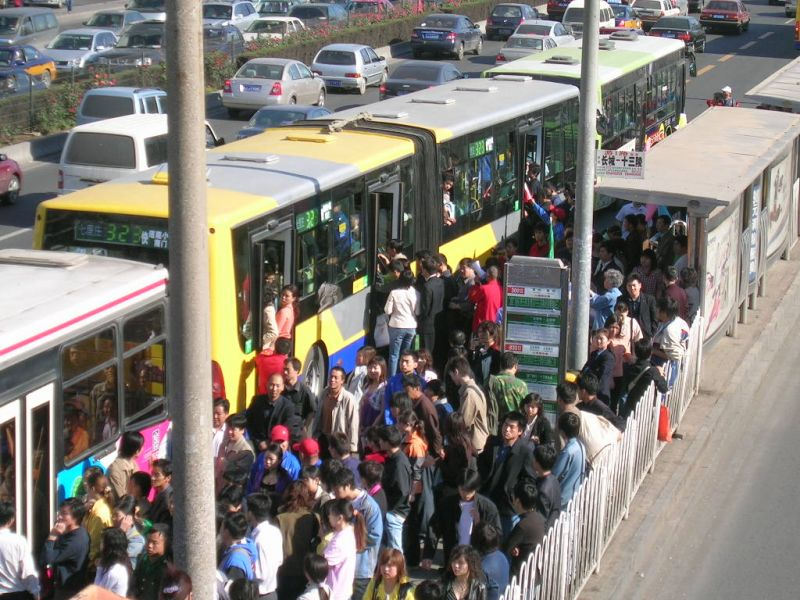
公交车站乘客准备上车

### 公共电汽车
北京的公共电汽车路线数量超过1000条，包括无轨电车、汽车和双层客车。为迎接2008年北京奥运会，在2005年，北京市所有的公共电汽车分阶段全部更新。现时汽车部分采用低排放的液化石油气或压缩天然气作为燃料，亦有大量纯电、混合动力及少量氢燃料电池汽车在线运营。
北京的公交系统也是全世界最繁忙，载客量最多的公交系统，300路公交车的每天载客量相当于冰岛整个国家的总人口 （页面存档备份，存于）。
2006年以前，北京市的公交车实行月票制，普通乘客只需要每个月40元人民币，就可乘坐主要的公交线路。这个价格标准是中国计划经济时代制定下来的标准，很长一段时间，人们都在争议，北京公交是否应该废除月票制或涨价。
2006年5月10日，北京市正式取消公交地铁纸制月票，取而代之的是自2001年就推出，但到2006年才推广的一卡通IC卡。北京市民可持卡乘公交、坐地铁，坐出租车，甚至可以在特定商户持卡消费。

### 交通枢纽
北京市主要的公共交通枢纽：
- 东直门交通枢纽
- 动物园交通枢纽
- 宋家庄交通枢纽
- 四惠交通枢纽
- 西苑交通枢纽
- 西直门交通枢纽
- 天通苑北交通枢纽
- 苹果园交通枢纽（在建中）

### 公交专用道

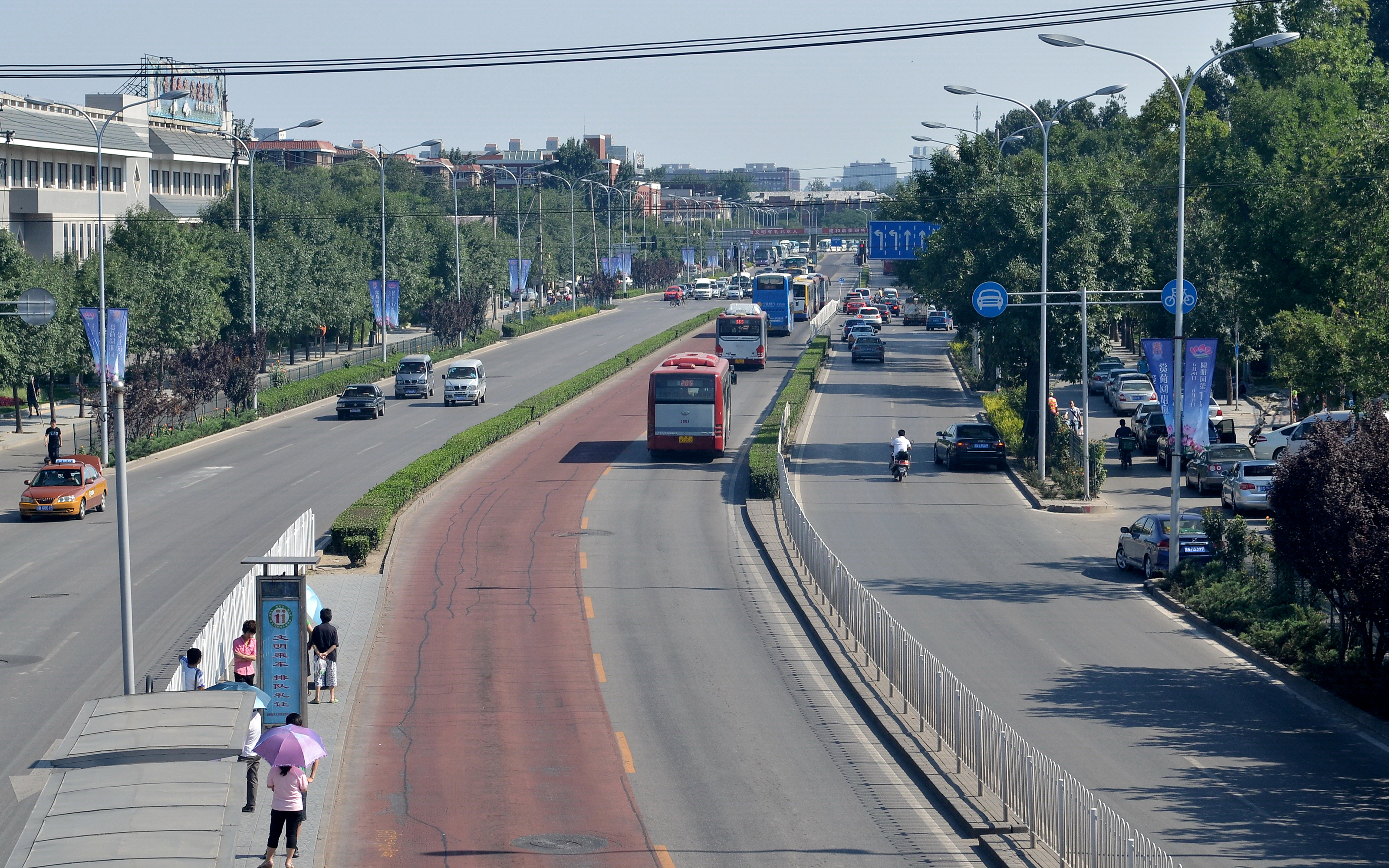
中关村北大街上的公交专用道

北京市为了鼓励公共交通出行，于1997年起开始设置公交专用道，在规定的时间内只准公共电汽车行驶。第一条公交专用道西起长安街延长线复兴路的公主坟南侧最外侧车道，东至东长安街建国门内。在某些城市道路上（如中关村北大街的清华西路至厢白旗桥段）还建设有处于道路中央的封闭的公交专用道仅供公共汽车行驶以提高行车速度。

### 快速公交系统

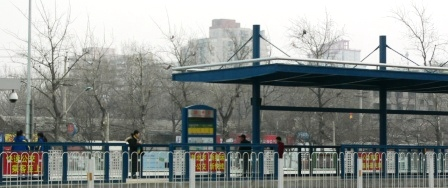
快速公交线路的站台

由于地铁和轻轨的建设成本较高，北京现在尝试一种新的公共交通方法——快速公交线路，通过设定快速公交专用道，加长的特制公交车辆，设立站台并在站台上售票等方式来加快行车速度和容纳客流的能力。截止2023年，北京市共有4条快速公交线路。

### 城市轨道交通
截止2023年12月30日，北京轨道交通运营里程已经达到836公里，包括27条运营线路、489座运营车站、82座换乘站。

#### 有轨电车
- 北京地铁西郊线是北京运营中的一条有轨电车线路，隶属于北京地铁，但由北京公交负责实际运营工作。
- 北京亦庄新城现代有轨电车T1线是位于亦庄的一条有轨电车线路，于2020年12月31日开通运营，该线亦有被画入北京地铁官方线路图。[10][11]

### 市郊铁路

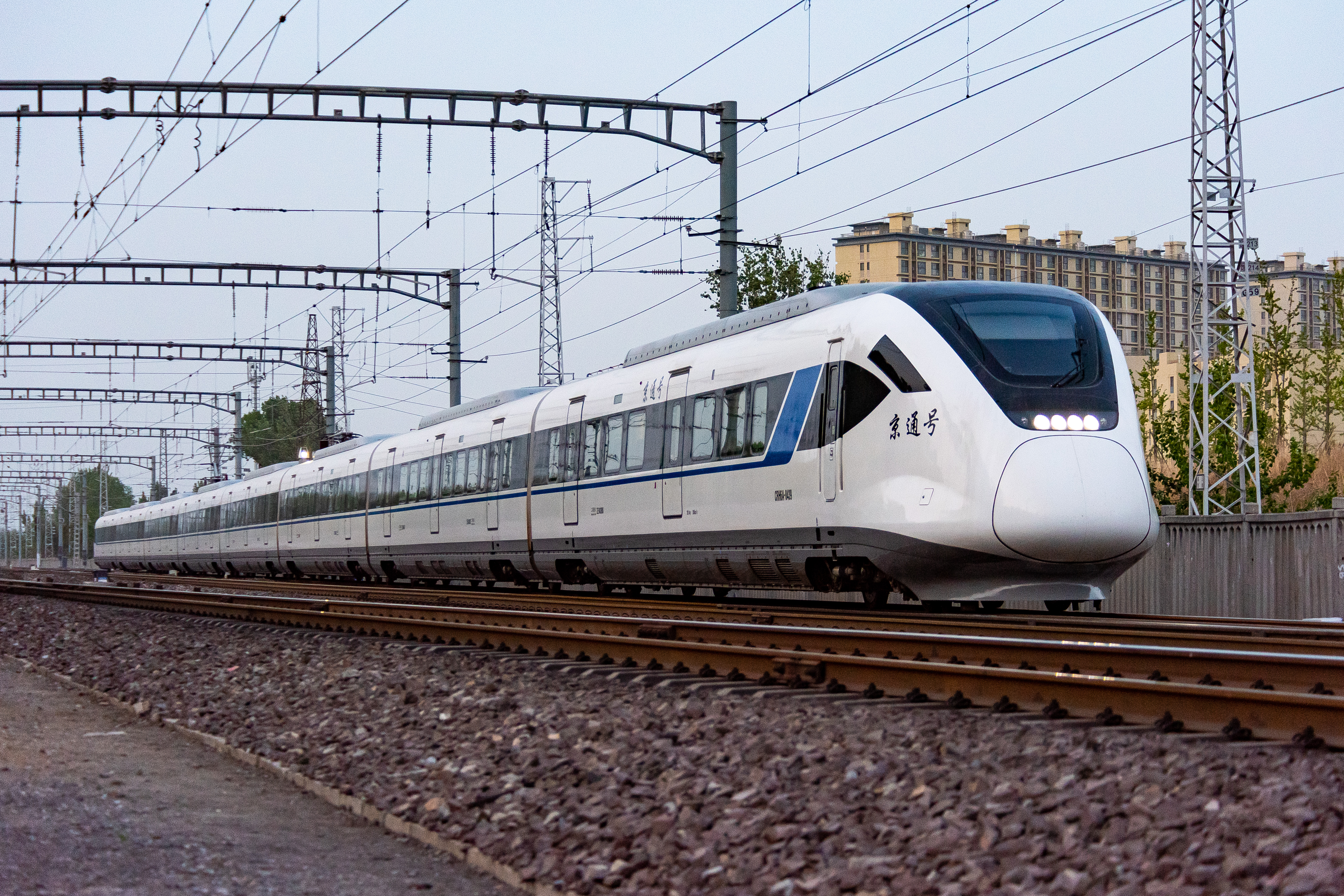
城市副中心线列车行驶在房山区长阳镇

北京现有S2线、城市副中心线、怀柔－密云线和通密线4条运营中的市郊铁路，实际运营方均为中国铁路北京局集团有限公司。连接廊坊和大兴机场的怀兴城际铁路一期工程亦已开工建设。连接通州，廊坊以及武清的通武廊市域铁路已经获得国家发改委与交通运输部批准。

### 出租车

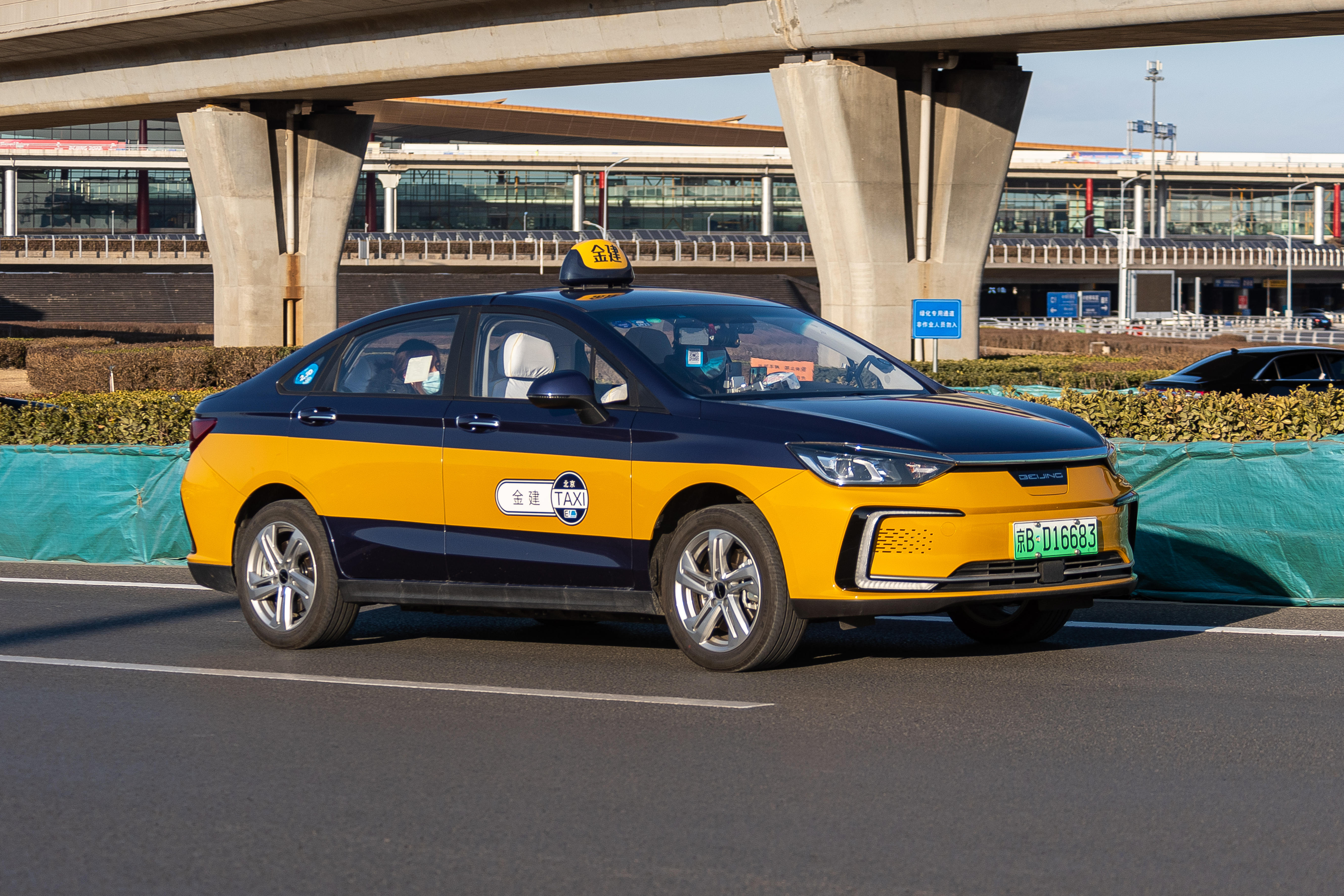
一辆北汽EU5型电动出租车驶出北京首都国际机场3号航站楼

出租车也是北京公共交通的一部分。拥有7万多辆出租车。

### 长途汽车
北京有很多长途汽车站，包括东直门长途汽车站、六里桥长途汽车站、丽泽桥长途汽车站、木樨园长途汽车站、赵公口长途汽车站、八王坟长途汽车站等。

#### 已停用
西直门长途汽车站、北郊长途汽车站。